# 鈴木清寿
鈴木 清寿（すずき きよひさ、1877年〈明治10年〉9月28日 - 1937年〈昭和12年〉10月18日）は、大正から昭和時代戦前の政治家。神奈川県平塚市長。

## 経歴
平塚で質屋を営む鈴木春蔵の長男として生まれる。平塚小学校、東京大成学館を経て、東京法律専門学校を卒業後に帰郷した。日露戦争開戦の年に中郡役所書記となり、ついで1918年（大正7年）から同14年まで神奈川県庁地方課勤務となる。
1925年（大正14年）9月、平塚町助役、1927年（昭和2年）3月に同町長代理を経て、1929年（昭和4年）6月、22代町長に就任した。1932年（昭和7年）4月に平塚市が市制施行すると市長代理を経て、同年8月に初代市長に就任し、翌年病気により退任した。
町長および市長在任の間、関東大震災の復興、須馬町の合併、平塚警察署の設置、倒壊した小学校の再建、特設高等小学校の設置などに尽力した。また、報徳思想の実践者として地元の二十四軒町に報徳社を設立した。